# Горюшкин, Леонид Михайлович
Леони́д Миха́йлович Горю́шкин  (21 ноября 1927 — 26 сентября 1999) — советский и российский историк, специалист в области истории социально-экономического развития России XIX — начала XX веков, истории аграрных отношений и крестьянских движений в Сибири. Доктор исторических наук (1976), член-корреспондент АН СССР c 15 декабря 1990 года по Отделению истории (история СССР), директор Института истории СО РАН (1991—1997).

## Биография
Родился в селе Медведское (ныне Черепановского района Новосибирской области) в крестьянской семье. В 1930-е годы отец был репрессирован.
По окончании средней школы (1945) был призван в армию и направлен в Кемеровское общевойсковое училище, откуда по болезни был демобилизован. Поступил на историко-филологический факультета ТГУ, по окончании которого (1951) преподавал в средних специальных и высших учебных заведениях Томска.
Находился на комсомольской работе: второй (1956), первый (1957—1959) секретарь Томского городского комитета ВЛКСМ. В 1959—1961 годах учился в аспирантуре ТГУ.
С 1961 года работал в Новосибирском Академгородке в должности младшего научного сотрудника Отдела гуманитарных исследований Института экономики и организации промышленного производства, в 1967 году преобразованного в Институт истории, филологии и философии СО АН СССР. Кандидат исторических наук (1964, диссертация «Сибирское крестьянство на рубеже XIX—XX вв.»).

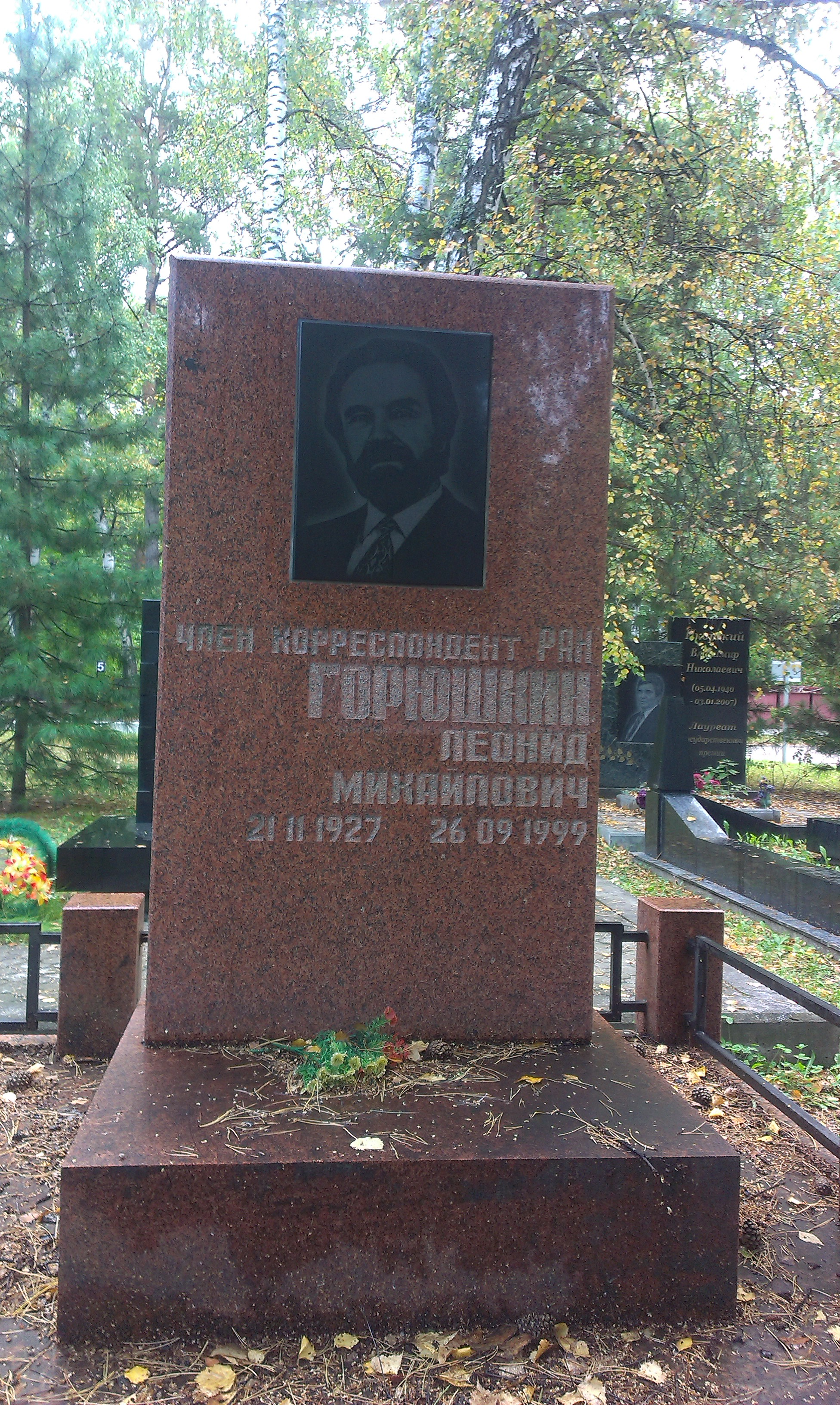
Могила Л. М. Горюшкина на Южном кладбище

В 1967—1991 годах — старший научный сотрудник, заведующий сектором, заведующий отделом ИИФиФ СО АН СССР. Доктор исторических наук (1976, диссертация «Крестьянское движение в Сибири в 1917 г.»). В 1991 году — директор-организатор Института истории СО РАН, с 1998 года — советник РАН.
С 1962 года по совместительству преподавал на отделении истории гуманитарного факультета НГУ: старший преподаватель (1963), доцент (1966), профессор (1978) кафедры истории СССР. За время работы в университете подготовил более 90 дипломников, около 30 кандидатов и четырёх докторов наук.
Председатель Сибирской секции Научного совета РАН «История трёх революций в России», председатель Научного совета по музеям СО РАН. Заместитель ответственного редактора журнала «Известия СО АН СССР. Серия истории, филологии и философии» (с 1994 года — «Гуманитарные науки в Сибири»), член редколлегии журнала «Sibirica» (США), председатель учёного совета музеев Западной Сибири и общества краеведов Новосибирской области.
Член Международной академии наук высшей школы (1995).
Похоронен на Южном кладбище Новосибирска.

## Научная деятельность
Исследования Л. М. Горюшкина посвящены проблемам аграрной истории России и общественно-политических движений в Сибири середины XIX — начала XX веков. Создал научную школу в области исторического регионоведения (сибиреведения).
Учёный ввёл в научный оборот и классифицировал по типам огромный комплекс источников. Одним из первых в СССР разработал способы применения ЭВМ и количественных методов при исследовании исторических процессов. В 1969 году под руководством Л. М. Горюшкина в НГУ была предпринята обработка и публикация подворных карточек и других материалов сельскохозяйственной переписи Томской губернии 1916 года. «Авторский коллектив обработал 8,5 тыс. первичных бланков Переписи 1916 г. по волостям Томской губернии для извлечения тех статистических показателей, которые не учитывались в сводных данных».
В 1970-е годы Л. М. Горюшкин стал одним из инициаторов общесоюзных дискуссий о проблеме многоукладности российской экономики. Историк доказывал, что путь капиталистической эволюции не победил, аграрно-капиталистическая эволюция в Сибири не завершилась. Внёс значительный вклад в разработку проблем типологии окраин России, массовых миграционных движений в восточные регионы страны, социальной психологии крестьянства, народных трудовых традиций, развития предпринимательства и фермерства, торговли, благотворительности, роли иностранного капитала в дореволюционную эпоху.
Своими трудами способствовал становлению новых концептуальных подходов к изучению места и роли Сибирского региона в российской истории, модернизационных процессов, взаимодействия Центра с восточными территориями России, формирования и развития региональной идентичности и структур гражданского общества на востоке страны.
Признание получили доклады Л. М. Горюшкина на международных конференциях в Глазго, Токио, Монреале, Харбине.
Член редколлегии и автор разделов в третьем и четвёртом томах «Истории Сибири», ответственный редактор т. 2 «Истории крестьянства Сибири», руководитель исследований по истории политической ссылки и каторги в Сибири, один из координаторов целевой научно-исследовательской программы «Исторический опыт освоения Сибири». Редактор и соавтор коллективных трудов по истории Новониколаевска — Новосибирска и других городов.

## Основные работы
Автор около 440 научных публикаций, в том числе 16 личных монографий и брошюр; 17 монографий, подготовленных в соавторстве; и 8 коллективных трудов, в которых им написаны главы и параграфы.
- «Об освещении в советской исторической литературе вопроса о пути развития капитализма в сельском хозяйстве Сибири» // «Методологические и историографические вопросы исторической науки. Вып. 3» (1965);
- «Сибирское крестьянство на рубеже двух веков (конец XIX — начало XX вв.)» (1967)
- «Историография советской Сибири (1917—1945)» (1968, совм. с Н. Я. Гущиным и В. Л. Соскиным)
- «Материалы переписи 1916 г. по Томской губернии (из опыта обработки на ЭВМ)» (1969, в соавт. с А. М. Бауфал, В. С. Золототрубовым и др.)
- «Об этапах аграрной революции в Сибири» // «Историческая наука Сибири за 50 лет» (1972)
- «О многоукладности экономики сибирской деревни периода империализма» // «Известия СО АН СССР. Серия общественных наук», 1973, Вып. 2, № 6;
- «Крестьянское движение в Сибири в 1917 г.» (1975)
- «Ссылка и каторга в Сибири (XVIII — начало XX вв.)» (1975, редактор)
- «Аграрные отношения в Сибири периода империализма (1900—1917)» (1976)
- «Новосибирск в литературе, документах и фотографиях» (1976; в соавт. с Г. А. Бочановой и Л. Н. Цепляевым)
- «Крестьянская община в Сибири XVII — начала XX вв.» (1977, совм. с М. М. Громыко и А. Н. Копыловым)
- «Новосибирск в историческом прошлом (конец XIX — начало XX вв.)» (1978, в соавт. с Г. А. Бочановой и Л. Н. Цепляевым)
- Так начинался Новосибирск : Конец XIX — нач. XX в. / Л. М. Горюшкин, Г. А. Бочанова. — Новосибирск: Зап.-Сиб. кн. изд-во, 1983. — 176 с.
- «Историография Сибири дооктябрьского периода (конец XVI — начало XX вв.)» (1984, в соавт. с Н. А. Миненко)
- «Крестьянское движение в Сибири 1861—1907 гг.: хроника и историография» (1985, в соавт. с В. В. Кучером, Г. А. Ноздриным и др.)
- «Крестьянское движение в Сибири 1907—1914 гг.: хроника и историография» (1986, в соавт. с Г. А. Ноздриным и А. Н. Сагайдачным)
- «Крестьянское движение в Сибири 1914—1917 гг.: хроника и историография» (1987, в соавт. с Г. А. Ноздриным и А. Н. Сагайдачным)
- «Переселенческое движение и народонаселение Сибири во второй пол. XIX — начале XX вв.» (1990)
- «Экономическое развитие Сибири в конце XIX — начале XX вв.» (1990)
- «Опыт народной агрономии в Сибири (вторая пол. XIX — начало XX вв.)» (1993, в соавт. с Г. А. Бочановой и Г. А. Ноздриным)
- «Новосибирск. 100 лет. События. Люди» (1993, редактор)
- «Иностранный капитал в Сибири: история и современность» // «Зарубежные экономические и культурные связи Сибири (XVIII—XX вв.)» (1995)
- «Очерки истории благотворительности в Сибири во второй пол. XIX — начале XX вв.» (2000, в соавт. с Г. А. Бочановой и Г. А. Ноздриным; посм.)

## Награды и премии
За плодотворную научную, педагогическую и общественную работу Л. М. Горюшкин неоднократно награждался почётными грамотами, различными знаками отличия. В 1986 году он был награждён орденом «Знак Почёта», в 1997 году — орденом Дружбы. В 1986 году ему присвоено звание «Заслуженный ветеран СО АН СССР», а в 1991 году — «Заслуженный деятель науки РСФСР».